# Matzeknödel

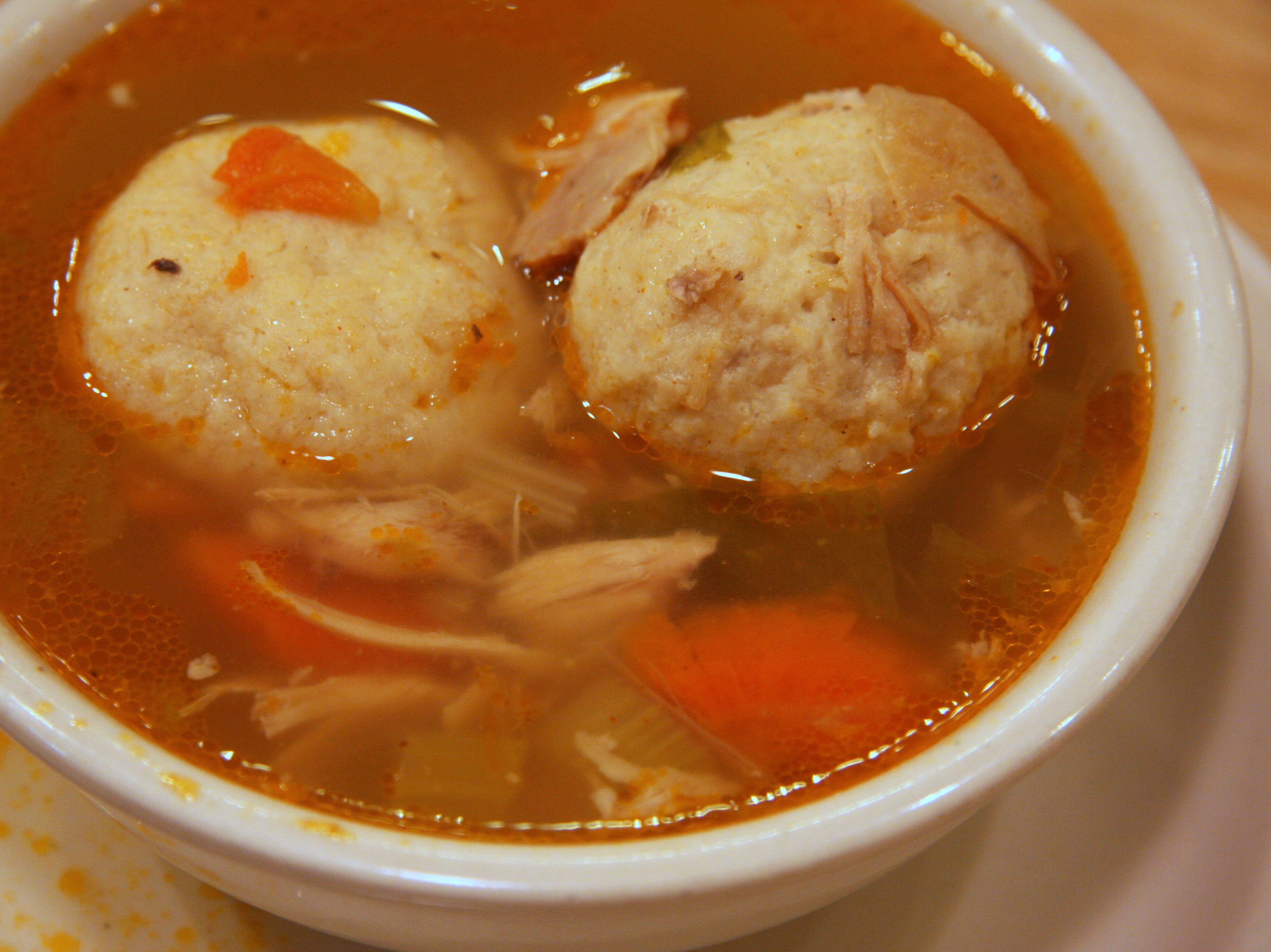
Matzeknödel in Suppe

Matzeknödel (jiddisch קניידלעך Knaidlech, Singular קניידל Knaidl, westjiddisch (elsässisch) Matzeknèpfle) sind eine bei aschkenasischen Juden beliebte Suppeneinlage, die besonders während des Pessachfestes, aber auch am Schabbat und an anderen Feiertagen serviert wird. In Amerika sind Matzeknödel als Matzah Balls und die Suppe als Matzah Ball Soup allgemein bekannt und werden als Speise nicht nur von Juden gemocht.

## Varianten
Matzeknödel werden aus Matzemehl, Eiern und etwas Fett zubereitet. Die Zutaten werden unter Zugabe von Wasser und Salz zu einem Teig vermischt, den man etwas ruhen lässt. Danach formt man mit nassen Händen runde oder längliche Klöße, die man in heißer Hühner- oder anderer Fleischbrühe je nach Größe 15 bis 30 Minuten ziehen lässt. Neben Form und Größe, die variieren können, gibt es zwei verschiedene Varianten Matzeknödel, harte und weiche.
In Israel und in den USA werden auch eine ganze Anzahl industriell hergestellter Matzeknödel-Mischungen angeboten, die in Geschäften mit Koscher-Produkten weltweit erhältlich sind.

## Einschränkungen
In chassidischen Kreisen werden zu Pessach keine Matzeknödel gegessen. Der Grund ist, dass befürchtet wird, dass in den verwendeten Matzen noch Reste von Mehl enthalten sein könnten, die nicht vollständig bei der Herstellung der Matze gebacken wurden und die durch den neuerlichen Kontakt mit Wasser/Milch die Matze zu verbotenem Chametz („Gebrochts“, – jiddisch für „gebrochenes Gesetz“) werden könnten.